# José Azeredo Lopes
José Alberto de Azeredo Ferreira Lopes (ur. 20 czerwca 1961 w Porto) – portugalski prawnik, polityk i nauczyciel akademicki, profesor, od 2015 do 2018 minister obrony narodowej.

## Życiorys
Ukończył studia prawnicze na Universidade Católica Portuguesa, na tej samej uczelni uzyskiwał magisterium i doktorat. Kształcił się również w zakresie stosunków międzynarodowych. Jako nauczyciel akademicki związany z macierzystą uczelnią, na której uzyskał profesurę. Był dyrektorem działu studiów międzynarodowych (1993–2004) i uniwersyteckiej szkoły prawa (2005–2006). Był audytorem w Haskiej Akademii Prawa Międzynarodowego oraz doradcą w Zintegrowanej Misji Narodów Zjednoczonych w Timorze Wschodnim. Od 2006 do 2011 kierował Entidade Reguladora para a Comunicação Social, państwowym regulatorem rynku mediów. W latach 2013–2015 pełnił funkcję szefa gabinetu burmistrza Porto Rui Moreiry.
W listopadzie 2015 objął urząd ministra obrony narodowej w rządzie Antónia Costy. W październiku 2018 został zastąpiony na stanowisku przez João Cravinho.